# حیدرلی
حیدرلی (به لاتین: Heydərli) یک منطقه مسکونی در جمهوری آذربایجان است که در شهرستان گدابیگ واقع شده است. حیدرلی ۴۶۰ نفر جمعیت دارد.